# Mandach
Mandach es una comuna suiza del cantón de Argovia, situada en el distrito de Brugg. Limita al norte con la comuna de Leuggern, al este con Böttstein, al sur con Villigen, y al oeste con Mettauertal.

## Referencias

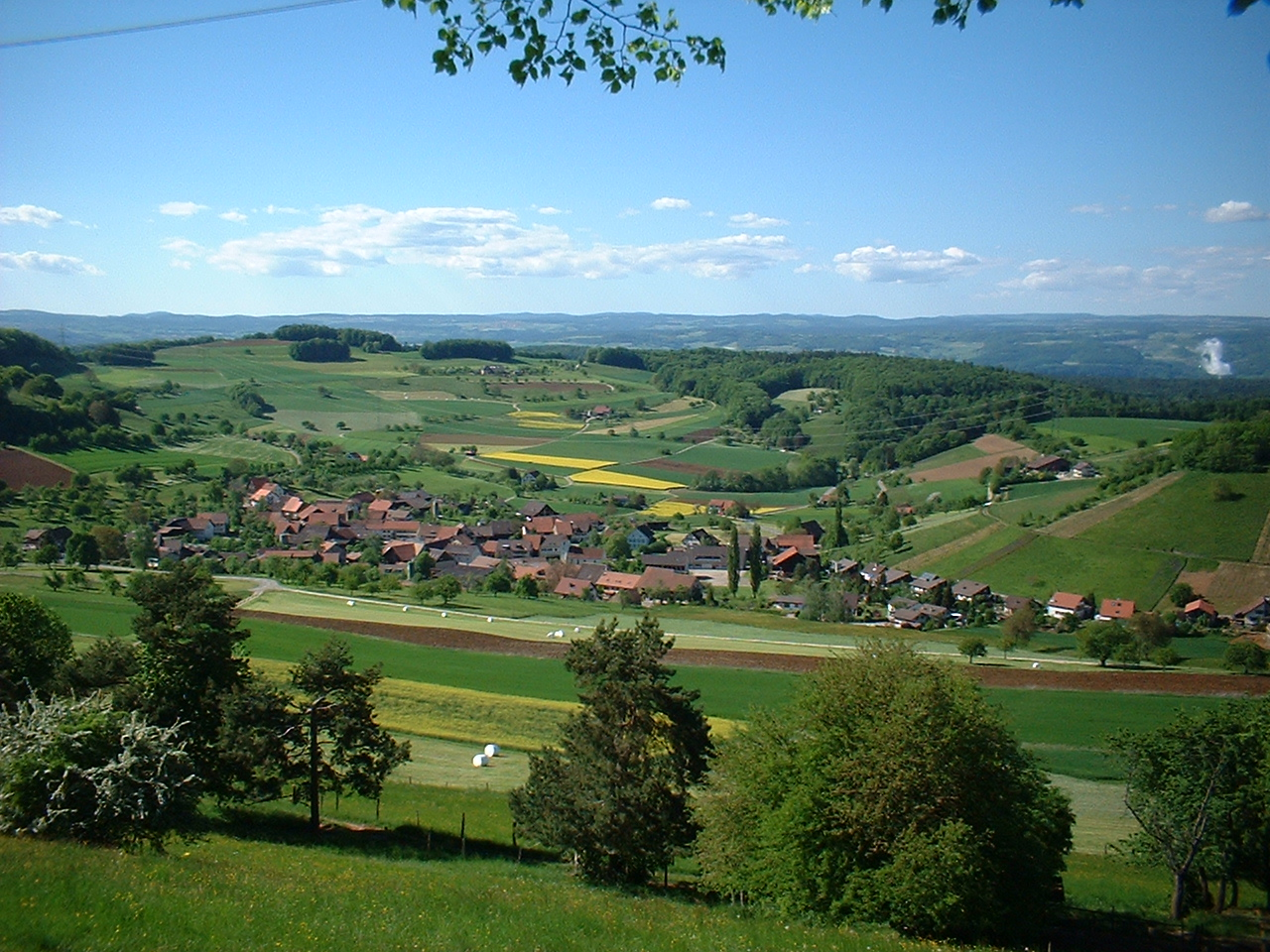
Vista de Mandach.